# Breu Branco
Breu Branco is een gemeente in de Braziliaanse deelstaat Pará. De gemeente telt 45.712 inwoners (schatting 2022).

## Aangrenzende gemeenten
De gemeente grenst aan Baião, Goianésia, Ipixuna, Moju, Tailândia en Tucuruí.

## Galerij

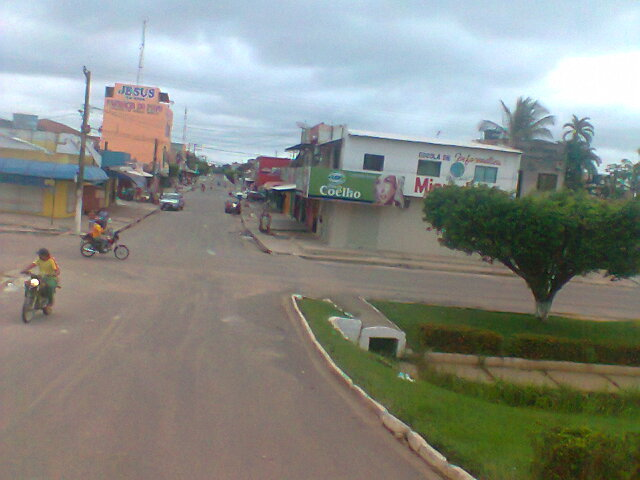
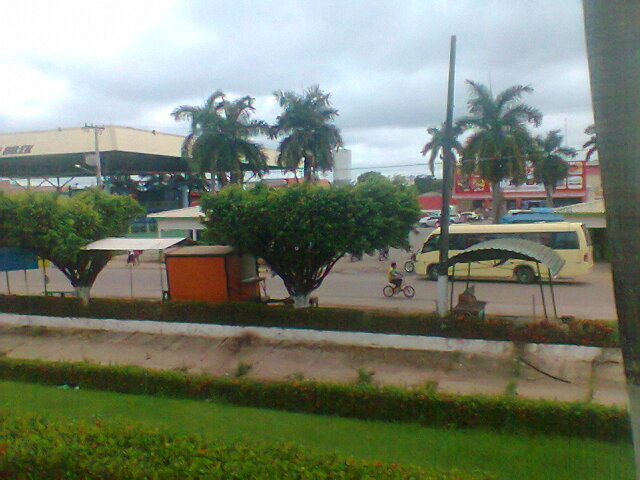